# Paracalybistum teocchii
Paracalybistum teocchii là một loài bọ cánh cứng trong họ Cerambycidae.